# Laguna di Guatavita

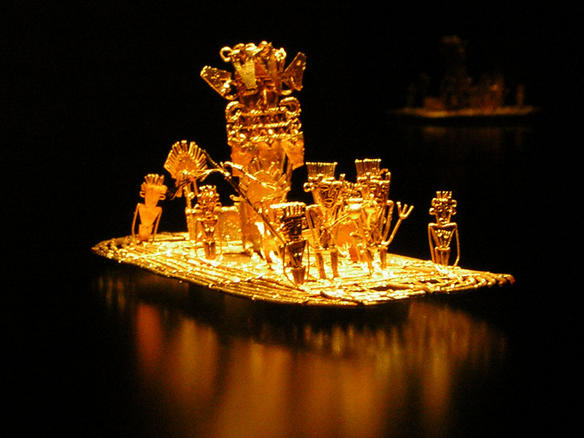
Lo Zipa soleva ricoprirsi il corpo con oro, e dalla sua zattera offriva tesori alla dea Guatavita nel mezzo del lago sacro. Questa antica tradizione dei Muisca originò la leggenda dell'El Dorado.

La laguna di Guatavita è un lago situato presso il comune di Sesquilé, nel dipartimento di Cundinamarca, a circa 60 chilometri da Bogotà, capitale della Colombia.

## Descrizione
È un lago di montagna sulla cordigliera delle Ande, con delle caratteristiche che lo accomunano a quelle di un cratere meteoritico, anche se le sue origini non sono ancora state chiarite. Ha un diametro di circa 1,5 km e un perimetro di circa 5 km.
Sorto nei pressi del lago vi è il piccolo paese di Guatavita, meta di turismo, seppur di ridotte dimensioni.
In un'area che si affaccia sul lago sono presenti i resti dell'insediamento del popolo nativo dei Muisca. Per questioni legate alla storia del sito e alla sensibilità dei locali sulle modalità della sua conquista, questa zona non è accessibile ai visitatori.

## Miti e leggende
La laguna di Guatavita è ritenuta uno dei laghi sacri del popolo precolombiano Muisca. Un rituale tenuto proprio presso questo lago è unanimemente riconosciuto essere alla base della famosa leggenda dell'El Dorado.
La leggenda narra che, prima dell'arrivo del conquistador Gonzalo Jiménez de Quesada che scoprì il sito, il popolo Muisca vi praticava dei riti religiosi relazionati con il culto del Sole.
In particolare lo Zipa di Guatavita si cospargeva la pelle di resina e polvere d'oro e si inoltrava fino al centro del lago con una zattera da dove si tuffava, effettuando delle abluzioni togliendosi la polvere d'oro di dosso. In seguito i fedeli gettavano nel lago altre offerte rituali, come ciondoli e monili preziosi.
Alcuni oggetti d'oro e d'argento recuperati nel fondo del lago sembrerebbero confermare la veridicità di questo rito, anche se le immersioni di ricerca in fondo al lago non hanno rinvenuto che un numero relativamente basso di oggetti preziosi.
Da questa cerimonia, di cui il primo spagnolo ad essere informato fu Sebastián de Belalcázar, si originò il mito dell'El Dorado che deriva dalle parole in lingua spagnola El indio Dorado.

## Tentativi di recupero dell'oro e dei preziosi
Nel 1545, i conquistadores Hernán Perez de Quesada (fratello di Gonzalo) e Lázaro Fonte tentarono, senza successo, di prosciugare il lago con la semplice tecnica della catena umana dotata di recipienti, passati di mano in mano asportando piccole quantità d'acqua, costantemente e per un lungo periodo di tempo. Dopo 3 mesi il livello dell'acqua era stato abbassato di 3 metri, ma solo modeste quantità di oro e pietre preziose vennero recuperate, per un valore di circa 3000/4000 pesos.
Nel 1580 fu tentata un'operazione di recupero più complessa, messa in campo dall'imprenditore di Bogotà Antonio de Sepúlveda. Sul bordo del lago venne scavato con zappe e picconi una sorta di canale profondo circa quindici metri, per farne defluire gradualmente l'acqua. Dopo mesi di lavoro, si effettuò l'incisione finale sul bordo del lago, dal quale fuoriuscirono enormi quantità d'acqua, che però travolsero ed uccisero alcuni lavoratori. Il livello dell'acqua venne ridotto di circa 20 metri, prima che le pareti del canale, non sufficientemente rinforzate, crollassero, uccidendo molti lavoratori nativi, seppelliti dalla fanghiglia. Questo evento pose fine ai lavori. 
Una parte dei reperti, tra cui ornamenti d'oro, smeraldi ed armature, fu inviata al re Filippo II di Spagna. Il valore dei ritrovamenti di Sepúlveda si stimò all'incirca in 12000 pesos. Nonostante ciò, egli aveva esaurito, impegnandoli nell'impresa, tutti i suoi averi e di lì a poco morì in completa povertà. Fu sepolto presso la chiesa del paese di Guatavita, dove giacciono le sue spoglie.
Nel 1801, Alexander von Humboldt effettuò una visita a Guatavita e, nel suo ritorno a Parigi, stimò che in base ai ritrovamenti di Sepúlveda il valore complessivo dei possibili tesori celati nel lago potessero ammontare a circa trecento milioni di dollari.
Nel 1898,  fu creata la società The Company for the Exploitation of the Lagoon of Guatavita che venne rilevata dalla Contractors Ltd. di Londra. 
Venne scavato un tunnel di scolo sotterraneo per creare un foro al centro del catino del lago. Con questa tecnica, il lago fu prosciugato con successo e quasi completamente, lasciando sul fondo poco più di un metro di fanghiglia e di sedimenti. Questo però rese molto difficile l'individuazione di reperti al suo interno, tanto più che, esposto all'aria, il fango si solidificò ben presto, creando zolle compatte simili a cemento.
I ritrovamenti di preziosi non superarono il valore di circa 500 sterline, venendo poi messi all'asta da Sotheby's a Londra. La società infine andò in bancarotta e cessò le attività nel 1929.
La laguna di Guatavita è un'area protetta dal governo colombiano, vi si può accedere pagando un biglietto di entrata al parco.

## Curiosità
Il lago Guatavita è stato il set del video musicale del brano No te pido flores della cantante Fanny Lú.